# Tatsuki Kobayashi
Tatsuki Kobayashi (japanisch 小林 竜樹 Kobayashi Tatsuki; * 5. Mai 1985 in der Präfektur Tochigi) ist ein japanischer Fußballspieler.

## Karriere
Kobayashi erlernte das Fußballspielen in der Universitätsmannschaft der Komazawa-Universität. Seinen ersten Vertrag unterschrieb er 2008 bei Shonan Bellmare. Der Verein spielte in der zweithöchsten Liga des Landes, der J2 League. Im August 2009 wurde er an den Ligakonkurrenten Thespa Kusatsu (heute: Thespakusatsu Gunma) ausgeliehen. Für den Verein absolvierte er 10 Ligaspiele. 2010 kehrte er zum Erstligisten Shonan Bellmare zurück. 2011 wechselte er zum Zweitligisten Thespa Kusatsu. Am Ende der Saison 2017 stieg der Verein in die J3 League ab. Für den Verein absolvierte er 238 Ligaspiele. Ende 2018 beendete er seine Karriere als Fußballspieler.